# Байюньґуань
Байюньґуань або Храм Білих Хмар (кит. трад. 白云观, спр. 白雲觀, піньїнь: Bái Yún Gùan) — даосистський храм і монастир у Китаї. Він носить титул «Першого храму під Небесами» і входить до переліку Трьох патріарших дворів (三大 祖庭) Школи досконалої істини (全真道 Цюаньчжендао).

## Історія
Засновано 741 року за наказом танського імператора Сюань-цзуна, який заради «очищення душі, шанування Дао і здійснення молінь Лао-цзи, заснував даоську обитель». Вона отримала назву Тяньчангуань (天长观), що означає «Обитель Вічних небес». Монастир було привілейованим і підтримувався фінансово з державної скарбниці.
З 1125 по 1215 рік, коли територія, де нині знаходиться Пекін, перебувала під владою династії Цзінь, в монастирі проводилися найважливіші державні церемонії. В епоху Юань монастир став резиденцією мандрівника-даоса Цю Чанчуня, засновника ордену Лунмень (龙门, «Врата дракона»). Тут же він і похований.
На честь Чанчуня монастир було перейменовано на Палац Вічної весни (長春宮 Чан Чунь гун). Наступник Чанчуня, Інь Чжипін побудував над його могилою меморіальний павільйон, який отримав назву «Храму Білої хмари». Він зберігся до наших днів. Наприкінці XIII століття монголи спалили монастир, проте храм Білих хмар залишився недоторканим і взяв на себе функції монастиря.
В період династії Мін монастир знаходився під управлінням даоської школи «Справжнього Єдності» (正一道 Чжен і дао). Втім послідовники «школи Зробленої істини» як і раніше мали можливість здійснювати тут свої обряди і висвячення. 
При наставнику Ван Чанюе монастир знову перейшов до школи Цюаньчженьдао і знаходиться в її віданні до теперішнього часу. Після 1949 року релігійне діяльність тут була припинена, проте споруди щасливо уникли знищення в роки Культурної революції. Зараз в стінах монастиря розміщується резиденція китайської даоської асоціації.

## Опис
Будівлі монастиря зосереджені по центральній осі північ-південь, з двох сторін від якої знаходяться інші храми і житлові приміщення. Навпроти стіни-екрану Чжаобі (照壁) знаходиться арка Пайлоу, побудована в 1443 році. На той час вона називалися «Брама Духів». 
За аркою знаходяться трипрольотні ворота Шаньмень (山门 «Гірські ворота»). Три арки символізують три світи: Небо, Землю і Людину. Вважалося, що пройшовши через них, людина відмовляється від усього земного і потрапляє до гірського світу святих й небожителів. Брами охороняють лев і левиця.
Зайшовши на подвір'я храму помітний міст Вофенцяо (窝风桥 «Обитель вітру»). Навколо нього завжди багато людей, які кидають монетки в величезну монету з дзвіночком в центрі, що висить в прольоті.
Наступна будівля — Зала Лін Ґуань (靈官殿), що зведена у 1443 році. Ван Лін Ґуань шанується в даосизмі як «Законний бог справедливості», в завдання якого входить підтримання порядку і зменшення зла на Небі і Землі, вигнання диявола та лікування від хвороб. Статуя Лін Гуаня заввишки 1,2 м, вона була виготовлена з дерева в епоху Мін. У бога червоне обличчя й троє очей, він одягнений в золоті одягу, в правій руці тримає батіг, а в лівій — манускрипт.
Зала Нефритового імператора (玉皇殿 Юйхуандянь) було побудовано у 1438 році. Нефритовий імператор (Юйхуан)) — верховне божество даоського пантеону, який править Небом і світом людей. Небесний світ, де живе Юйхуан, організований так само, як і світ людей: є свої канцелярії, відомства, чиновники.
Перед храмами встановлені кам'яні стели з висловами. Стели розташовано на спині у черепахи, а завершуються барельєфами драконів. Перед залою Нефритового імператора, праворуч, розташовано залу Трьох небесних правителів (三官殿 Сань Ґуань дянь): правителя Неба, правителя Землі і правителя Води.
Ліворуч є Зала Богів багатств (财 神殿 Цай Шень дянь). Усередині встановлені статуї божеств: Бі Цань, Чжао Гунмін і Ґуань Юй. Вважається, що вони відгукуються на молитви віруючих, допомагають швидко заробити гроші, сприяють процвітанню бізнесу. Південніше зали знаходиться Дзвінична вежа (钟楼 Чжунлоу). У храмі Білих хмар, всупереч традиції, Барабанна вежа знаходиться зі східного боку, а Дзвінична — із західного. Це пов'язано з тим, що після перебудови в династії Мін храм було зміщено у бік.
За залою Нефритового імператора знаходиться Зала Стародавнього закону (老律堂 Лао люй тан). Перша зала на цьому місці була побудована в 1228 році і називалася Залою Семи справжніх святих — безсмертних «школи Цюаньчженьдао»: Цю Чуцзю (його статуя встановлена в центрі зали), Лю Чусюань, Тань Чудуань, Ма Даньян (праворуч), Ван Чуї, Хао Датун, Сунь Буер (зліва). Тут проводилися церемонії посвяти, а також навчання молодих ченців. Тому згодом павільйон перейменувалу на Зали Стародавнього закону. Це найбільша зала у монастирі, в даний час тут здійснюють служби та читають канони.
Ліворуч знаходяться корпуси, де розташовується лікарня, в якій діагностують і лікують методами традиційної китайської медицини. Перед нею знаходиться стіна з цитатами з даоських канонів, присвячені сутності китайської медицини.
Північніше знаходиться Зала святого Цю (邱祖殿 Цю цзудянь), присвячений святому Цю Чанчуню. На цьому місці він помер в 1227 році. У залі встановлено його статую, а на стінах — барвисті барельєфи, що розповідають стосовно подорожі святого до Чингісхану.
На схід від Зали Цю Чанчуня знаходяться декілька залів: Трьох зіркових божеств (三星 殿 Сань сін дянь) і Богині доброго корабля (慈航 殿 Ці хандянь). У західній частині монастиря, де знаходиться монастирська лікарня, можна побачити бронзову статую Мула. Вважається, що він зцілює від усіх хвороб: для цього потрібно на його тілі потерти ту частину, яка болить.
На північ від Мула знаходяться два павільйони, які стоять один навпроти одного: Зала безсмертних фей (元君殿 Юань цзюньдянь) і Зала небесного правителя Вень Чана (文昌殿 Вень чандянь). Перед входом до зали Вень Чана стоїть статуя бога Куйсіна. Сюди приходять школярі і студенти просити про успішне проходження іспитів, а також стосвно дарування їм розуму і кмітливості. У залі Небесних фей встановлені статуї богинь, яким моляться про любов, шлюб, нащадків та вдалих пологів, а також лікуванні від деяких хвороб.
Ще одна визначна пам'ятка монастиря — стіна з білої яшми, на якій вирізані тварини 12-річного китайського зодіакального циклу. Поруч вирізані сцени життєвих стадій людини.
У північній частині монастиря знаходиться великий сад. Тут є галереї, скелі, що символізують гори, де живуть даоські святі, альтанки, камені вигадливої форми. В саду знаходиться платформа, де відбувається церемонія посвяти. Колись вона була досить важкою. Для цього претендент повинен був прожити 3 роки в монастирі. Потім слідував етап 100-денних тренувань, настільки важких, що деякі не витримували їх і вмирали. Зараз цей етап зменшений до 53 днів. Надалі слідували іспити з даоської класики, поезії і канонам. І тільки після цього слідувала церемонія посвяти. У XX столітті остання така церемонія відбулася в 1927 році, в 1989 році вони були відновлені.